# Castello di Montù Beccaria
Il castello di Montù Beccaria è una costruzione situata nel comune italiano di Montù Beccaria, in provincia di Pavia. L'edificio è posto a 300 m s.l.m. si trova nell'Oltrepò Pavese, su un rilievo che domina il borgo, denominato significativamente Castellazzo, in posizione dominante negli ultimi rilievi delle colline della valle Versa.

## Storia
Col nome di Monte Acuto compare nel diploma con cui Federico I concesse la maggior parte dell'Oltrepò alla città di Pavia. Montù era dotato di un castello, che fu distrutto nel 1216 dai Piacentini in lotta con i Pavesi, ma fu poi ricostruito. Verso la fine dello stesso secolo divenne dominio dei Beccaria (una famiglia aristocratica di parte ghibellina di Pavia), anzi una delle loro principali piazze strategiche. Nel 1412 il ramo di Pieve del Cairo dei Beccaria ne ricevette regolare infeudazione. Nel XVII secolo i Barnabiti costruirono un collegio sulle murature preesistenti.

## Struttura
Il complesso è assai ampio, ma rimane molto poco del castello fortificato. La maggior parte delle strutture appartengono infatti al collegio costruito sul posto che si è sovrapposto alla costruzione precedente, utilizzandone certamente parte delle murature, che oggi tuttavia oggi è impossibile individuare. L’attuale costruzione è un grosso blocco edilizio a cui si aggregano costruzioni minori. Solo lungo il perimetro dell’edificio, si rinvengono parti di torri, di un mastio, e di un rivellino, nelle parti di sostegno si notano alcune tracce dell’antica struttura difensiva.